# Diocle di Messenia
Diocle di Messenia (in greco antico: Διοκλῆς?, Dioklès; Messenia, ... – dopo il 752 a.C.) è stato un atleta greco antico.

## Biografia
Proveniente dalla Messenia, regione piuttosto vicina all'Elide, Diocle vinse la gara dello stadio nei settimi giochi olimpici antichi nel 752 a.C.. 
La corsa dello stadio (circa 180 metri), inoltre, fu l'unica competizione nelle prime 13 Olimpiadi.